# Łuda Kamczija (schronisko)
Łuda Kamczija (bułg. Луда Камчия) – schronisko turystyczne w Starej Płaninie w Bułgarii. 

## Opis i położenie
Znajduje się w dorzeczu Łudej Kamcziji, 5 km na północ od Dyskotnej. Jest to murowany dwukondygnacyjny budynek o pojemności 58 miejsc z węzłami sanitarnymi i łazienkami na piętrach. Budynek ma dostęp do wody bieżącej, pradu, a ogrzewany jest piecem. Dysponuje kuchnia turystyczna i jadalnią. Droga do schroniska jest asfaltowana, jest parking. Schronisko jest na trasie europejskiego długodystansowego szlaku pieszego E3 ( Kom - Emine).
Sąsiednie obiekty turystyczne:
- schronisko Jazowir Kamczija (Zbiornik wodny Kamczija) – 8 godz.
- noclegownia turystyczna w Koziczinie – 10 godz.
- schronisko Topczijsko – 6 godz.

Szlaki są znakowane.
Punkty wyjściowe:
- wieś Dyskotna – 5 km droga asfaltową
- dworzec Dyskotna – 3,5 km drogą asfaltową